# 2008 au Gabon
Cet article présente les faits marquants de l'année 2008 au Gabon.

## Évènements
- Jeudi 6 mars 2008 : un reportage diffusé sur la chaîne France 2 révèle les nombreux biens immobiliers que le président Omar Bongo possède en France. Les autorités gabonaises sont très en colère et convoquent l'ambassadeur de France.
- Vendredi 30 mai 2008 : le chinois CMEC annonce vouloir investir 5 milliards d'euros pour développer la mine de fer de Bélinga dont les réserves seraient supérieures à 560 millions de tonnes.
- Samedi 22 novembre 2008 : près de 400 étrangers en situation irrégulière arrêtés à Oyem, Bitam et Minvoul ont été expulsés en une semaine et reconduits dans leur pays respectifs[1].
- Mardi 2 décembre 2008 : l'ONG Transparency International dépose à Paris une plainte contre les « biens mal acquis », visant les présidents du Gabon, du Congo-Brazzaville et de Guinée équatoriale ainsi que leurs entourages pour « recel de détournement de fonds publics ».
- Mardi 13 décembre 2008 : la Fondation Omar Bongo Ondimba pour la paix annonce son intention de poursuivre les auteurs de la plainte, persuadée que « cette cabale découle d'une conspiration savamment orchestrée par une organisation secrète, qui nourrit l'ambition de semer le doute […] dans l'esprit du peuple gabonais ».
- Mardi 30 décembre 2008 et mercredi 31 décembre 2008 : six personnalités gabonaises sont arrêtées à Libreville. Parmi elles se trouve un signataire de la plainte déposée en France mettant en cause le patrimoine immobilier du président Omar Bongo Ondimba. Grégory Ngbwa Mintsa, est un fonctionnaire gabonais, et seul ressortissant africain à avoir osé cosigner, la plainte déposée le 2 décembre à Paris par l'ONG Transparency International.